# 前800年代
| 千纪： | 前1千纪 |
| 世纪： | 前10世纪 \| 前9世纪 \| 前8世纪                                                                             |
| 年代： | 前830年代 \| 前820年代 \| 前810年代 \| 前800年代 \| 前790年代 \| 前780年代 \| 前770年代                    |
| 年份： | 前809年 \| 前808年 \| 前807年 \| 前806年 \| 前805年 \| 前804年 \| 前803年 \| 前802年 \| 前801年 \| 前800年 |

## 重要事件及趋势
- 前807年，括的儿子伯御联合鲁国国人攻杀鲁懿公，伯御被国人推举为鲁君。
- 郑桓公于前806年获周宣王封于郑（位于今陕西华县东北），郑国建立。
- 齐文公之子公子高的后裔成为齐国的大夫世族高氏 (二守)。

## 出生
- 前805年：晉文侯
- 前802年：曲沃桓叔

## 逝世
- 前804年：齊文公、約哈斯 (以色列)
- 前800年：宋惠公、熊徇

## 重要人物
- 熊徇
- 熊咢